# Песчаный (Ростовская область)
Песчаный — хутор в Азовском районе Ростовской области.
Входит в состав Задонского сельского поселения.

## География
Расположен в 25 км (по дорогам) юго-восточнее районного центра — города Азова.
Хутор находится на левом берегу реки Кагальник.

### Улицы
- ул. Комсомольская,
- ул. Молодёжная,
- ул. Новая,
- ул. Октябрьская,
- ул. Степная.

## Население
| 1989 | 2002 | 2010 |
| ---- | ---- | ---- |
| 440  | ↗633 | ↗724 |